# Mohamed Ali Šilhavý

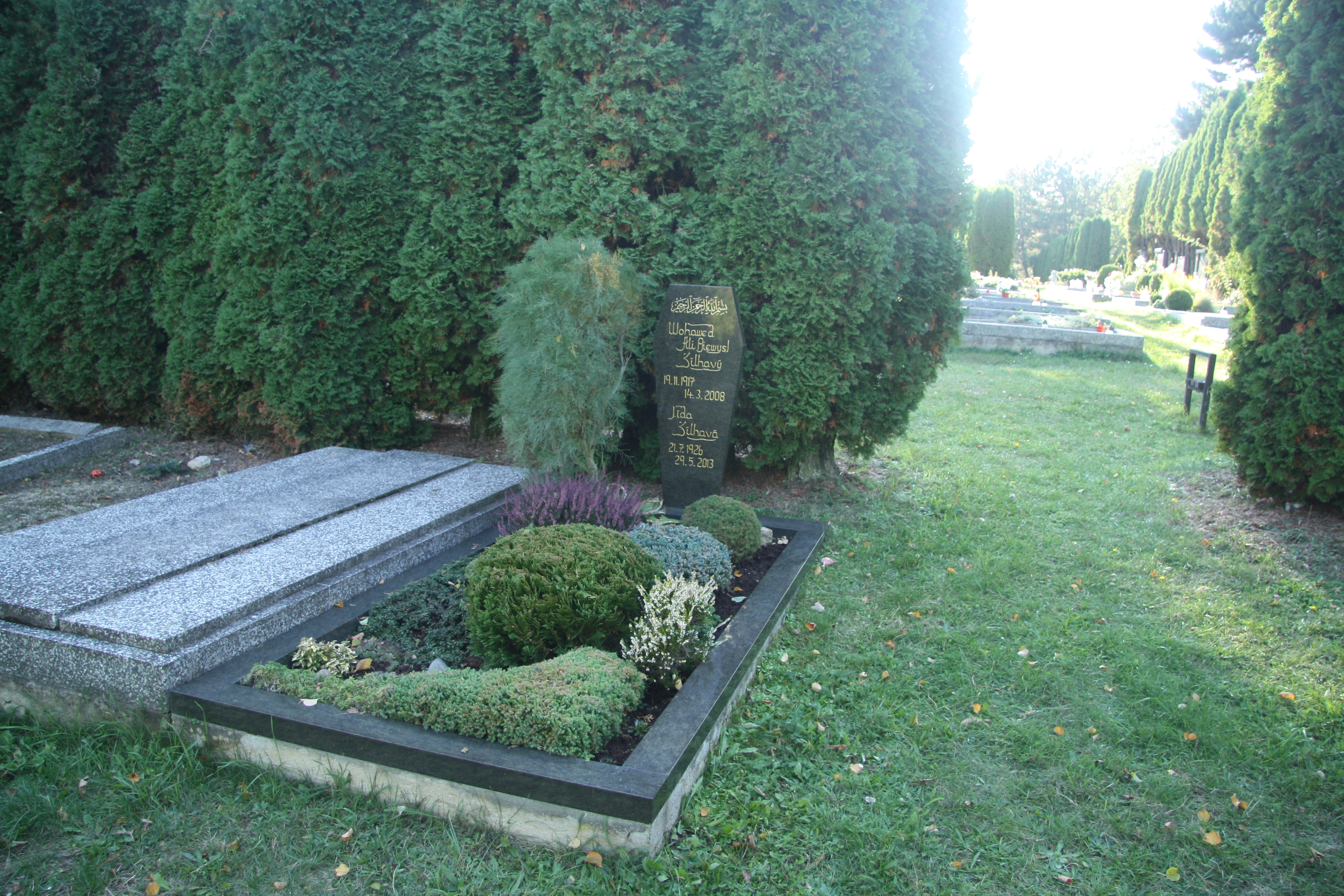
Hrob Mohameda Aliho Šilhavého a jeho manželky na Novém hřbitově v Třebíči

Mohamed Ali Šilhavý (narozen jako Přemysl Šilhavý, 19. listopadu 1917 Budíkovice u Třebíče – 14. března 2008 Třebíč) byl středoškolský pedagog a předseda české muslimské obce. Jeho bratrem byl lékař a entomolog Vladimír Šilhavý.

## Biografie
Přemysl Šilhavý se narodil v Budíkovicích u Třebíče 19. listopadu 1917. Jeho otec byl učitelem na místní škole. Jako studenta třebíčského gymnázia ho zaujal překlad Koránu s arabskými ornamenty, našetřil si na něj peníze a zakoupil si ho. Do kontaktu s muslimy se dostal prostřednictvím Československé muslimské obce a v roce 1937 dospěl k rozhodnutí stát se muslimem (na základě četby překladu Koránu od Aloise R. Nykla) a přijal jméno Mohamed Ali. V době, kdy konvertoval k islámu, nabídla nejslavnější islámská univerzita al-Azhar v Egyptě stipendium pro jednoho studenta islámu muslimské obci. Muslimská obec toto nabídla Mohamedu Ali Šilhavému a ten hned přijal. Jeho studium na al-Azhar trvalo jen jeden semestr, protože poté, co odjel navštívit Československo, se již nemohl vrátit do Egypta z důvodu okupace nacistickým Německem. Mohamed Ali Šilhavý byl prvním studentem islámu z Československa a jediným českým muslimem, který mezi léty 1938–1989 studoval na islámské univerzitě.
Po válce vystudoval vysokou chemickou školu v Brně. Za studií na vysoké škole se seznámil se svou manželkou, která studovala hudbu a byla členkou Československé církve husitské. Profesí byl učitel na gymnáziu v Třebíči. Ke své víře se otevřeně hlásil. Jeden z jeho žáků, bývalý ministr vnitra a poslanec František Bublan na Šilhavého vzpomíná takto: „Ke své víře se otevřeně hlásil, ale nikomu ji nevnucoval. Byl nejoblíbenějším učitelem, přestože byl ve svých hodinách biologie velmi přísný." Roku 1989 ještě před sametovou revolucí byl pozván na Islámský kongres do Vídně. Hned po kongresu se vydal vykonat jeden z pěti pilířů islámu – hadždž. Byl teprve třetím Čechem, který tuto velkou pouť vykonal.
V roce 1991 inicioval profesor Šilhavý obnovení muslimské obce a začal vydávat spolu s dalšími muslimy občasník Hlas. Na ustavující schůzi muslimské obce v Československu byl zvolen předsedou Al-Ittihad Al-Islamí – Ústředí muslimských náboženských obcí v ČSFR a zůstal jím až do své smrti (od roku 2000 byl zvolen čestným předsedou). Šilhavý se mimo jiné zasloužil o to, že v roce 1994 byl v Třebíči na Novém hřbitově založen první muslimský hřbitov. Místa na muslimském hřbitově zaplatilo velvyslanectví Saúdské Arábie. Pohřby pak hradí Islámská nadace v Praze či Islámská nadace v Brně. V 90. letech také začal vydávat první publikace o islámu, mezi kterými byly například brožury Zaostřeno na islám, Pilíře víry nebo letáky Co jest islám. Zemřel v Třebíči v devadesáti letech dne 14. března 2008.
V roce 1966 se stal zakládajícím členem Klubu chovatelů výmarských ohařů.